# Fondo di coesione
Il Fondo di Coesione è uno dei fondi strutturali e di investimento dell'Unione europea.
Tra gli scopi di questo fondo spicca l'agevolazione finanziaria di opere ambientali, in particolare infrastrutture delle reti  trans-europee.

## Storia
Nasce nel 1994 con l'emanazione del Regolamento CE 1164/94 promosso a seguito delle istanze di Grecia, Irlanda, Portogallo e Spagna, supportati da Francia, Commissione europea e Parlamento europeo che ne richiedevano l'istituzione.
Il Fondo intende assicurare la promozione dello sviluppo sostenibile e la riduzione delle disparità economiche e sociali', attraverso l'erogazione di finanziamenti destinati agli Stati membri con un reddito nazionale lordo (RNL) pro capite inferiore al 90% della media dell'Unione europea.
Condizione necessaria per avere diritto al finanziamento è essere in linea con l'Articolo 104 C del Trattato di Maastricht ovvero non avere disavanzi pubblici eccessivi e, qualora si siano verificati, dotarsi di un programma per la riduzione del deficit: fino al 1999, solo Grecia, Spagna,
Irlanda e Portogallo possedevano i requisiti per accedere al Fondo. Nel momento in cui viene il reddito nazionale lordo del Paese beneficiario raggiunge la media europea, viene dichiarato inammissibile al Fondo come l'Irlanda, che dal 2004 ha raggiunto la soglia del 101.7%, o, parzialmente, la Spagna, soggetta a periodo transitorio in quanto la media del RNL era superiore a quella dell'Europa a 25, ma inferiore a quella dell'Europa a 15, circostanza presente alla nascita del Fondo.
A seguito del completamento dell'Unione economica e monetaria, i membri contributori netti (coloro i quali versano al bilancio Ue più contributi di quanti ne ricevano) chiesero la chiusura del Fondo di Coesione, che tuttavia venne mantenuto.
Fino al 2003, i quattro aderenti al Fondo hanno ricevuto in totale 27.74 miliardi di euro. Nel 2004 Bulgaria, Repubblica Ceca, Estonia, Ungheria, Lettonia, Lituania, Polonia, Romania, Slovacchia, Slovenia entrano a far parte della UE e, avendo un reddito nazionale lordo inferiore al 90% della media europea, sono ammissibili al Fondo di Coesione.

## Funzionamento
Le aree principali di investimento sono la tutela dell'ambiente ed il miglioramento dell'accessibilità e della connettività regionale, attraverso infrastrutture di trasporto (come strade, ferrovie, ecc.), ma anche reti dell'elettricità, gasdotti, infrastrutture a banda larga e servizi online.
Generalmente il fondo finanzia l'80% del costo dell'opera, ma in particolari circostanze si può arrivare al 90% ed anche al 100% dell'importo.

### Fondo di Coesione 2014-2020
Per il periodo 2014-2020 sono stati stanziati 63.4 miliardi che andranno a beneficio di Bulgaria, Cipro, Croazia, Estonia, Grecia, Lettonia, Lituania, Malta, Polonia, Portogallo, Repubblica Ceca, Romania, Slovacchia, Slovenia e Ungheria.
Ai sensi del nuovo Regolamento vigente, il 1084/06, che ricalca la precedente normativa, il Consiglio dell'Unione Europea può decidere la sospensione degli stanziamenti allo Stato membro se quest'ultimo non è in linea con le politiche di bilancio comunitarie e ha ignorato la conseguente raccomandazione dell'Unione europea ad attuare politiche di convergenza con gli obiettivi di Maastricht.